# Sojuz 38
Sojuz 38 (lub Salut 6 EP-8, kod wywoławczy «Таймыр» – Tajmyr) – radziecki załogowy lot kosmiczny będąca siódmą wyprawą w ramach programu Interkosmos. Na pokładzie znajdował się Arnaldo Tamayo Méndez, pierwszy kosmonauta z Kuby. Była to ósma krótkotrwała misja na stację kosmiczną Salut 6 i dwunasta udana załogowa misja na tę stację.

## Załoga

### Start
- Jurij Romanienko (2) – ZSRR
- Arnaldo Tamayo Méndez (1) – Kuba

### Dublerzy
- Jewgienij Chrunow (2) – ZSRR
- José A. López Falcón (1) – Kuba

### Lądowanie
- Jurij Romanienko (2) – ZSRR
- Arnaldo Tamayo Méndez (1) – Kuba

## Przebieg misji
Sojuz 38 wystartował 18 września 1980 o godz. 19:11:03 UTC z kosmodromu Bajkonur.
Dokowanie do stacji nastąpiło dzień później o 20:49 UTC w całkowitych ciemnościach, mimo to załoga nie miała problemu z połączeniem się ze stacją. Podczas lotu przebywający na Salucie 6 Walerij Riumin filmował zapłon i pracę silnika pojazdu w celu wyłapania wszelkich nieprawidłowości podobnych do tych, jakie miały miejsce podczas lotu Sojuza 33.

### Eksperymenty
Spośród eksperymentów technologicznych praktyczne znaczenie dla przemysłu cukrowniczego Kuby miała seria badań nowych metod zapoczątkowania i przyspieszenia krystalizacji roztworu sacharozy. Naukowcy kubańscy opracowali specjalny krystalizator w którym przeprowadzono krystalizację w temperaturze 60 °C – eksperyment „Zona” i „Sachar”.
W piecu „Spław-01” natomiast realizowano doświadczenia mające na celu uzyskanie arsenku galu z domieszką glinu.
Inne doświadczenie przygotowane przez specjalistów „Sup-port” polegało na badaniu zmian struktury i funkcji łuku śródstopia człowieka przebywającego w warunkach nieważkości.
Sojuz 38 odcumował od stacji 26 września o 12:35 UTC, a wylądował o 15:54:27 UTC 175 km na południowy wschód od Żezkazganu.